# Луций Анней Сенека Старший
Лу́ций Анне́й Се́не́ка (лат. Lucius Annaeus Seneca; родился около 54 года до н. э., Кордуба, провинция Дальняя Испания, Римская республика — умер около 39 года, Рим, Римская империя) — римский писатель-ритор из Кордовы. В зрелых годах он женился на землячке Гельвии, от которой у него было три сына: Галлион Новат, знаменитый философ Сенека Младший и Мела, отец поэта Лукана. В Средние века сочинения Сенеки-отца смешивались с сочинениями Сенеки-сына.

## Биография и работы
Луций Анней происходил из богатой всаднической семьи. В Риме он изучал красноречие под руководством Ареллия Фуска, Пассиена, Гая Альбуция Сила, Луция Цестия, Папирия Фабиана и других риторов, готовясь стать адвокатом. Впрочем, о деятельности Сенеки на этом поприще почти ничего не известно. Во время вооружённого конфликта 49—45 годов до н. э. Луций Анней принял сторону Гнея Помпея и недоброжелательно относился к Юлию Цезарю, что впоследствии отразилось на его потомках, Сенеке Младшем и Марке Аннее Лукане.
В красноречии Луций Анней Сенека был поклонником Цицерона и противником крайностей послецицероновского ораторского искусства. Не будучи профессиональным ритором, он был известен как автор руководства по риторике, которое написал для своих сыновей. Оно было составлено Сенекой уже в старости и содержало массу материалов по истории риторики при Августе и Тиберии. Этот труд дошёл до наших дней в отрывках.
Гораздо объёмистее и значительнее была «История от начала гражданских войн» — исторический труд Сенеки, написанный им также в старости и посвящённый обзору римской истории с начала гражданских войн до Тиберия. Он считался полностью утраченным, пока в 2018 году итальянская исследовательница Валерия Пиано не заявила о находке отрывка из произведения. Им оказался папирус P. Herc. 1067 из Геркуланума, ранее его считали политической речью Луция Манлия Торквата.

## Тексты и переводы
- Латинские тексты
- Peter H. Historicorum Romanorum reliquiae. Leipzig, 1906—1914. Vol. II. P. 91-92.
- Недавно сочинения опубликованы в серии «The Loeb classical library» в 2 томах (№ 463—464), английский перевод Уинтерботтома.